# 아기 예수를 향한 스무가지 시선
《아기 예수를 향한 스무가지 시선》(프랑스어: Vingt regards sur l'enfant-Jésus)은 프랑스의 작곡가 올리비에 메시앙이 1944년 발표한 피아노곡이다. 그의 아내이자 피아니스트인 이본 로리오에게 헌정되었다.

## 구성
이 곡은 독주 피아노를 위한 스무 종류의 짧은 곡으로 이루어져 있다. 각 곡은 다음과 같은 제목을 가지고 있다.
1. Regard du Père ("성부의 시선")
2. Regard de l'étoile ("별의 시선")
3. L'échange ("교감")
4. Regard de la Vierge ("성모의 시선")
5. Regard du Fils sur le Fils ("성자의 시선")
6. Par Lui tout a été fait ("모든 것을 창조하신 주")
7. Regard de la Croix ("십자가의 시선")
8. Regard des hauteurs ("높은 곳에서의 시선")
9. Regard du temps ("시간의 시선")
10. Regard de l'Esprit de joie ("성령의 시선")
11. Première communion de la Vierge ("성모의 첫 번째 성만찬")
12. La parole toute-puissante ("전능의 말씀")
13. Noël ("성탄절")
14. Regard des Anges ("천사의 시선")
15. Le baiser de l'enfant-Jésus ("아기 예수의 입맞춤")
16. Regard des prophètes, des bergers et des Mages ("예언자, 목자, 동방박사의 시선")
17. Regard du silence ("침묵의 시선")
18. Regard de l'Onction terrible ("위대한 기름부음의 시선")
19. Je dors, mais mon cœur veille ("나는 잠드나 내 영혼은 깨어있나니")
20. Regard de l'Église d'amour ("사랑의 교회의 시선")